# Fernando Eusebio
Fernando Eusebio (Rimini, 23 agosto 1910 – Roma, 15 febbraio 1997) è stato un calciatore italiano, di ruolo attaccante.

## Carriera
Durante la sua carriera ha vestito la maglia della Roma tra il 1928 ed il 1935, segnando 18 reti in 58 incontri. Ala ambidestra dal gioco “brillante e intelligente”, possedeva un tiro che bruciava le mani ai portieri. In un derby, per esempio, segnò un gol tramite siluro che il portiere neanche vide (campionato 1931-32, “Roma – Lazio 2-0”). Pur rimanendo nella rosa per sette anni, giocò poco, nonostante la buona media reti e due gol abbastanza pesanti in un due derby (l'altro nel derby Roma-Lazio 3-1, campionato 1932-33).